# Sport Union Dives-Cabourg
 (janvier 2025).
Si vous disposez d'ouvrages ou d'articles de référence ou si vous connaissez des sites web de qualité traitant du thème abordé ici, merci de compléter l'article en donnant les références utiles à sa vérifiabilité et en les liant à la section « Notes et références ».
Actualités
Le Sport Union Dives Cabourg est un club français de football situé à Dives-sur-Mer et Cabourg, né de la fusion des clubs de ces deux villes voisines.

## Historique
En 1999, le club de Dives accède pour la première fois de son histoire aux 32es de finale de Coupe de France (défaite 0-1 face à Lille) au stade de Venoix de Caen. Il évolue en CFA 2 pendant neuf saisons, de 2002 à 2011.
Le club se rapproche de l'AS Cabourg pour une fusion et le club devient le Sport Union Dives Cabourg[Quand ?],[réf. nécessaire]. Les jeunes des deux clubs jouaient déjà en Entente.[réf. nécessaire]
Le club évolue donc en CFA2 pour la saison 2016-2017 puis en National 3 pour la saison 2017-2018. En mai 2018, le club est relégué en Régional 1 à la suite d'une défaite contre le FC Oissel.
En décembre 2018, le club accepte de louer son stade pour accueillir le 8e tour de Coupe de France entre le club voisin de Villers-Houlgate (R3) face au club de Ligue 2 du Havre, score final 1-5 pour les Havrais, avec un taux de remplissage de supporters jamais atteint dans l’histoire du club. En mai 2020, le club annonce le départ après dix-sept ans à la tête du club de son emblématique président Laurent Moineaux. Dans les jours qui suivent, à la suite de l’arrêt du championnat de Régional 1 à cause du Covid-19, le club est promu en National 3 ex (CFA2).
Le 14 janvier 2025, le club atteint les 8es de finale de la Coupe de France, après avoir successivement battu deux clubs d'outre-mer et Le Puy Foot. L'aventure prend finalement fin sur la pelouse de l'AS Cannes après un match spectaculaire (5-3).

## Logos

Logo jusqu'en 2024.
Logo depuis 2024.

## Personnalités
- Benjamin Morel (ancien joueur du club et ancien professionnel) passé par le SM Caen en Ligue 1 , Amiens SC Ligue 2 et le Clermont Foot Ligue 2.

## Palmarès
- DH Basse-Normandie (2)
  - Champion : 2002, 2016